# جون أ. بوكانان
جون أ. بوكانان هو محامي وقاضي وسياسي أمريكي، ولد في 7 أكتوبر 1843، وتوفي في 2 سبتمبر 1921. نشط حزبياً في الحزب الديمقراطي. وقد انتخب عضو مجلس نواب الولايات المتحدة عن ولاية فرجينيا ‏ وانتخب عضو مجلس النواب الأمريكي ‏.